# Rašovice (district de Kutná Hora)
Pour les articles homonymes, voir Rašovice.
Rašovice (en allemand : Raschowitz) est une commune du district de Kutná Hora, dans la région de Bohême-Centrale, en République tchèque. Sa population s'élevait à 383 habitants en 2020.

## Géographie
Rašovice se trouve à 3 km à l'est d'Uhlířské Janovice, à 14 km au sud-ouest de Kutná Hora et à 54 km à l'est-sud-est de Prague.
La commune est limitée par Bečváry, Drahobudice et Suchdol au nord, par Onomyšl et Nepoměřice à l'est, par Chlístovice et Sudějov au sud, et par Uhlířské Janovice et Vavřinec à l'ouest.

## Histoire
La première mention écrite de la localité date de 1316.

## Administration
La commune se compose de quatre quartiers :
- Rašovice
- Jindice
- Mančice
- Netušil

## Transports
Par la route, Rašovice se trouve à 5 km d'Uhlířské Janovice, à 19 km de Kutná Hora et à 77 km de Prague.